# لويس أنطونيو راميريز بينيدا
لويس أنطونيو راميريز بينيدا (بالإسبانية: Luis Antonio Ramírez Pineda)‏ هو سياسي مكسيكي، ولد في 11 يونيو 1970 في المكسيك. حزبياً، نشط في الحزب الثوري المؤسساتي. وقد انتخب عضو مجلس النواب المكسيك.